# كي هوري
كي هوري (باليابانية: 堀江慶) هو مخرج وممثل ياباني، ولد في 4 أكتوبر 1978 بطوكيو في اليابان.

## أعمال

### أفلام
- (2003) الحقد 2

## وصلات خارجية
- كي هوري على موقع IMDb (الإنجليزية)
- كي هوري على موقع ألو سيني (الفرنسية)
- كي هوري على موقع أول موفي (الإنجليزية)
- كي هوري على موقع قاعدة بيانات الأفلام السويدية (السويدية)
- كي هوري على موقع قاعدة بيانات الفيلم (الإنجليزية)
- كي هوري على موقع كينوبويسك (الروسية)